# Bucholec

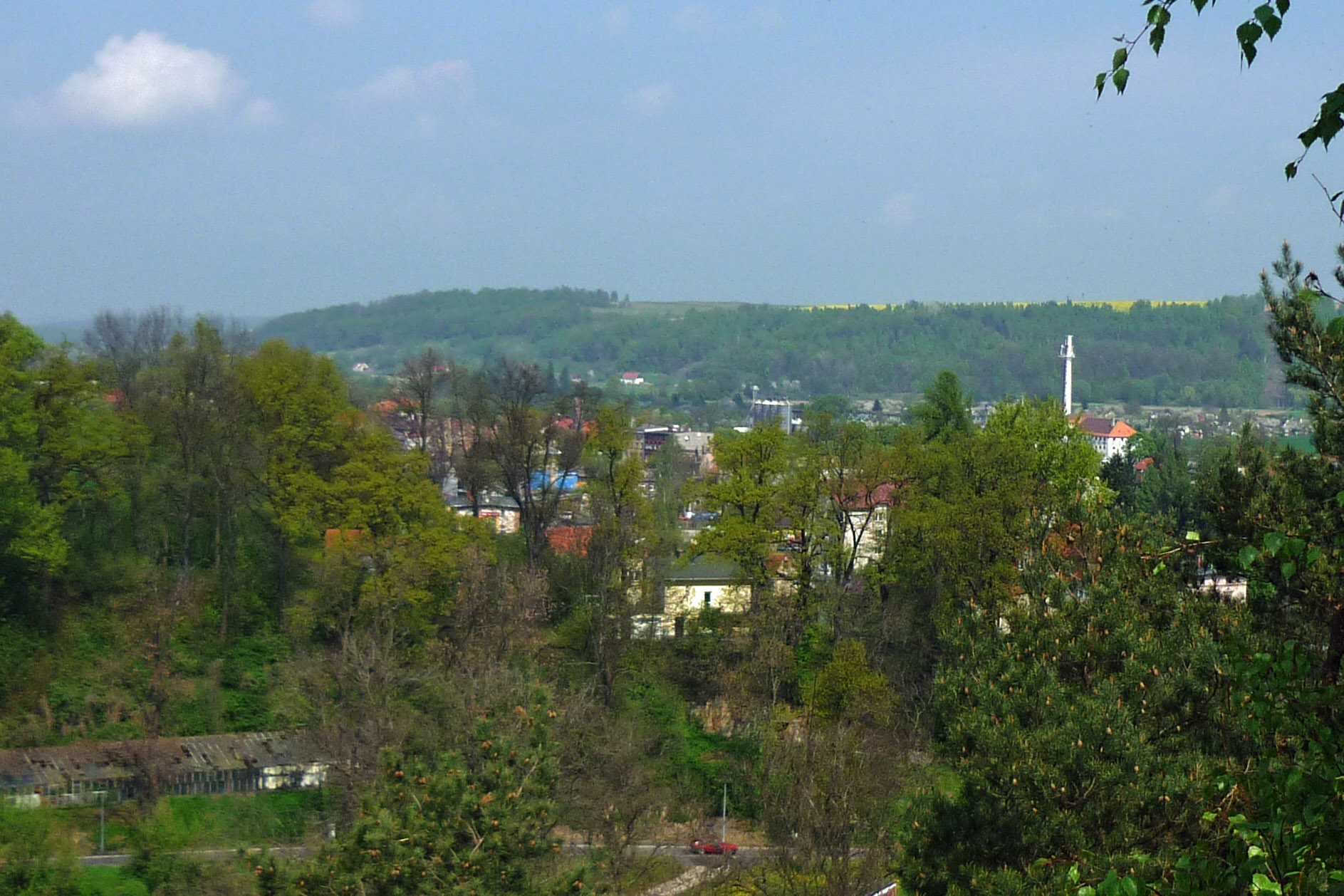
Widok na Lwówek Śląski ze Szwajcarii Lwóweckiej

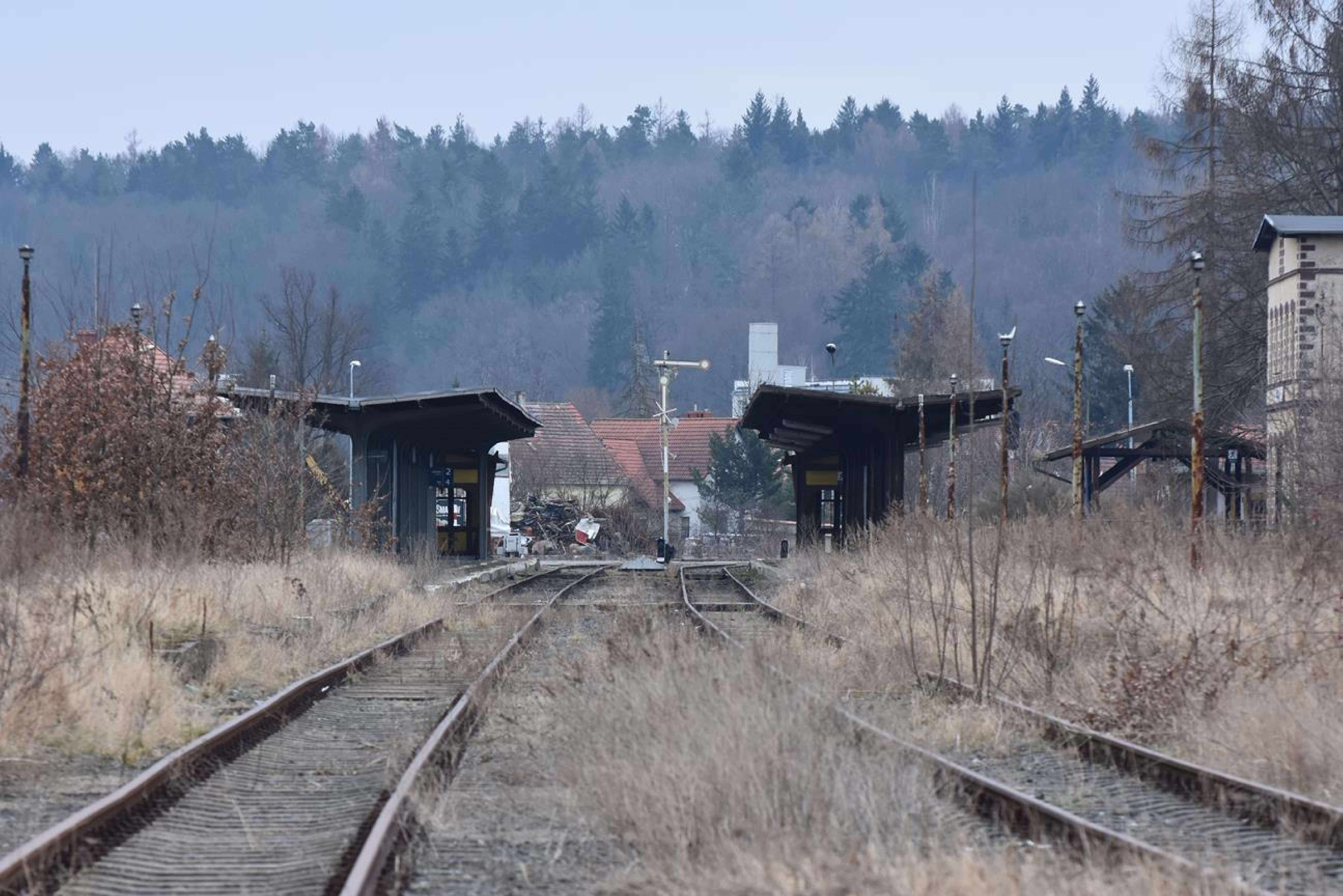
Tory kolejowe w stronę Bucholca

Bucholec, Las Bucholec, alt. Bukowina, Bucholc (niem. Buchholz) – kompleks leśny położony na południowo-wschodnim pograniczu Lwówka Śląskiego. Las ma częściowo charakter parkowy i jest miejscem wypoczynku i rekreacji. Bucholec jest lasem państwowym, podlegającym Regionalnej Dyrekcji Lasów Państwowych we Wrocławiu, nadleśnictwu Lwówek Śląski. 

## Położenie
Las położony jest pomiędzy miejscowościami: 
- Lwówek Śląski – na północny zachód od lasu
- Płakowice – na północ od lasu
- Mojesz – na południowy zachód od lasu
- Dębowy Gaj – na południowy wschód od lasu

i rzekami:
- Bóbr – na północ od lasu
- Srebrna – na południowy zachód od lasu

W północnej części lasu, na południe od rzeki Bóbr przebiega nieczynna linia kolejowa nr 283.
Las miejski położony jest częściowo na terenie miasta. Jego nazwa pochodzi ze spolszczenia połączonych niemieckich słów Buche (buk) od rosnących w tym lesie buków i Holz (drewno), które pozyskiwane i wykorzystywane było wraz z rozwojem miasta, a którego zrównoważona wycinka odbywa się do dziś. Najprawdopodobniej, przed germanizacją zachodnich ziem Śląska, las ten pierwotnie zwał się Bukowiną, a dopiero później zmieniono jego nazwę na niemiecką Buchholz, którego zniekształcona forma Bucholec używana jest do dziś. W zachodniej części lasu znajduje się masyw skalny Szwajcaria Lwówecka, a północną granicę lasu wyznacza rzeka Bóbr. Las znajduje się na terenie Parku Krajobrazowego Doliny Bobru. Powierzchnia Bucholca wynosi około 316 ha, przy czym sam drzewostan zajmuje około 270 ha. Pozostały obszar to głównie łąki, karczowiska i nieliczne, niewielkie pola uprawne. W lesie kończą się ulice Graniczna i Kombatantów, która prowadzi na Wzgórze Kombatantów. Przed II wojną światową istniało założenie leśno-parkowe Buchholz (niem. Parkwirtschaft Buchholz) na terenie którego znajdowała się reprezentacyjna restauracja, a otoczenie jej stanowiły rozmieszczone w okolicy altanki, amfiteatr z muszlą koncertową, okazałym pawilonem (zwanym świątynią dumania) i pomnikami. 

### Imprezy
- Bieg Mikołajkowy[6]
- Finał WOŚP[7][8]
- Sprzątanie Świata[9]
- Dary Lasu[potrzebny przypis]

### Infrastruktura
- Mała architektura parkowa[10]
- Tymczasowe boisko treningowe LKS Czarni Lwówek Śląski[11][12][13]
- Specjalne wyznaczone miejsce do biwakowania[14][15] (Zanocuj w lesie 1033[16])

### Szczyty
- Lwóweckie Skały
- Szwajcaria Lwówecka
- Wzgórze Kombatantów 244 m
- Złoty Widok 264 m
- Leśnica 270 m
- Winna Góra 270 m
- Bukowica 271 m[17]

### Szlaki turystyczne
- 5 km trasa runtrack Lwówek Śląski[6][18]
- Szlak pieszy żółty Niwnice - Czarcia Ambona[18]
- Szlak rowerowy Pętla Lwówecka[18]